# Dieter Wisliceny
Dieter Wisliceny (ur. 13 stycznia 1911 w Regułówce (niem. Regulowken, obecnie część Możdżan), zm. w maju 1948 w Bratysławie) – zbrodniarz hitlerowski, zastępca Adolfa Eichmanna (szefa sekcji IV b4, tzw. „żydowskiej", w ramach RSHA) współodpowiedzialny za masową eksterminację Żydów przez III Rzeszę w trakcie II wojny światowej (Holokaust).
Zainicjował wprowadzenie obowiązku noszenia przez Żydów żółtej gwiazdy Dawida, celem odróżnienia ich od pozostałej ludności.

## Życiorys
Był starszym bratem oficera SS Günthera-Eberhardta. Wisliceny wstąpił do SS w 1934 (był też członkiem NSDAP) i pełnił służbę w ramach SD. W SS dosłużył się stopnia SS-Hauptsturmführera. Od września 1940 pełnił funkcję doradcy do spraw żydowskich rządu słowackiego, sprzymierzonego z Niemcami. W lecie 1942 organizował deportacje Żydów słowackich do Auschwitz-Birkenau. Wisliceny dał się poznać w tym czasie jako oportunista, przyjmując łapówkę w zamian za czasowe wstrzymanie deportacji (pod koniec wojny brał udział także w negocjacjach co do tzw. planu Europa, mającego na celu uratowanie ocalałych Żydów w zamian za łapówkę w wysokości 2-3 milionów dolarów amerykańskich).
W latach 1943–1944 stał na czele tzw. specjalnego komanda do spraw żydowskich w Salonikach (Sonderkommando fur Judenangelegenheiten), które zajmowało się wywożeniem greckich Żydów do obozów zagłady w okupowanej Polsce. Następnie Wisliceny, w marcu 1944, dołączył do Sonderkommanda Eichmanna w Budapeszcie. Współorganizował tam deportacje Żydów węgierskich do Auschwitz oraz brał udział w negocjacjach dotyczących uratowania części Żydów w zamian za dobra materialne różnego rodzaju.
Po zakończeniu wojny był początkowo jednym z głównych świadków oskarżenia podczas głównego procesu zbrodniarzy hitlerowskich przed Międzynarodowym Trybunałem Wojskowym w Norymberdze. Następnie Wisliceny został wydany władzom czechosłowackim, skazany na karę śmierci i powieszony na początku maja 1948. Jego zeznania odegrały znaczną rolę podczas procesu Adolfa Eichmanna w Izraelu, mocno obciążając byłego przełożonego.